# Chen Guangcheng
Chen Guangcheng (Dongshigu, 12 novembre 1971) è un attivista per i diritti civili nella Repubblica popolare cinese, che ha attirato l'attenzione internazionale sul rispetto dei diritti umani nel suo Paese.
Avvocato autodidatta, Chen si è distinto per due battaglie legali intraprese nello Shandong, la sua provincia natale. Nella seconda, quella che gli aveva dato più notorietà, aveva denunciato i metodi violenti dello Stato nel costringere ad aborti forzati le donne che violavano la legge del figlio unico (chiamata ufficialmente "politica di pianificazione familiare").
Dal settembre 2005 al marzo 2006 è stato posto agli arresti domiciliari dopo aver organizzato e promosso pubblicamente un'azione collettiva contro il governo della Prefettura di Linyi, (Shandong), per l'applicazione eccessiva della politica del figlio unico.
È stato di nuovo arrestato nel giugno 2006. Durante il processo, ai difensori è stato proibito l'accesso alla corte, lasciando Chen senza un'adeguata difesa. Il 24 agosto 2006 Chen è stato condannato a quattro anni e tre mesi di prigione per "danneggiamento di proprietà e organizzazione di una folla per disturbare il traffico". Scontata la condanna e liberato dal carcere, le autorità comuniste lo hanno tenuto comunque agli arresti domiciliari. Nell'aprile 2012 Cheng era ancora agli arresti domiciliari. In coincidenza con l'arrivo a Pechino del Segretario di Stato USA, Hillary Clinton, in visita ufficiale, Chen è riuscito a fuggire e a raggiungere Pechino, dove si è rifugiato nell'Ambasciata statunitense. Dopo un mese di trattative, Chen ha ottenuto un visto di studi e il governo cinese ha autorizzato la sua partenza per gli Stati Uniti. Ha poi iniziato a collaborare con l'Università Cattolica d'America.
Chen Guangcheng è non vedente a causa di una malattia congenita.